# Bois de feu

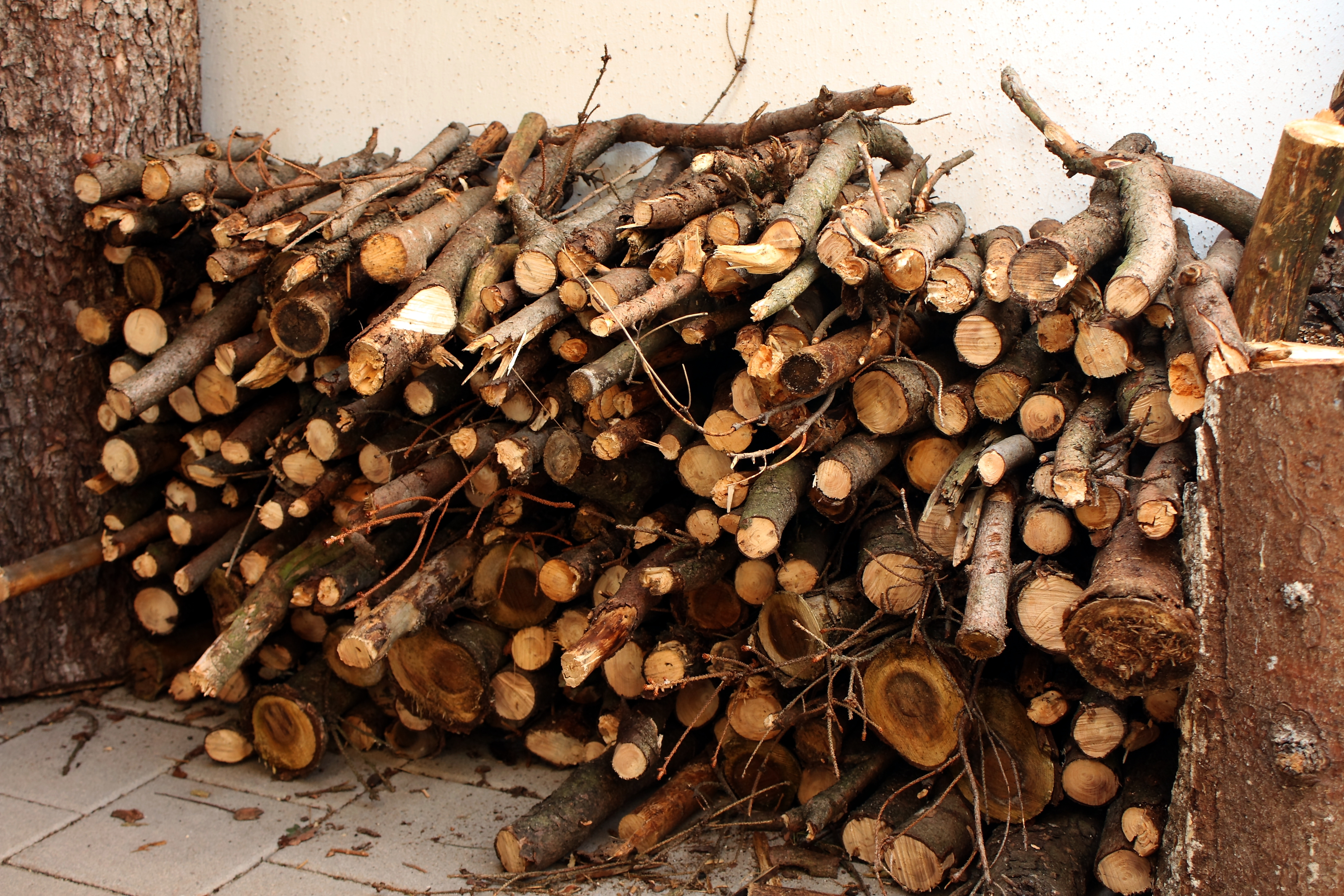
Pile de bois de feu à côté d'un bâtiment.

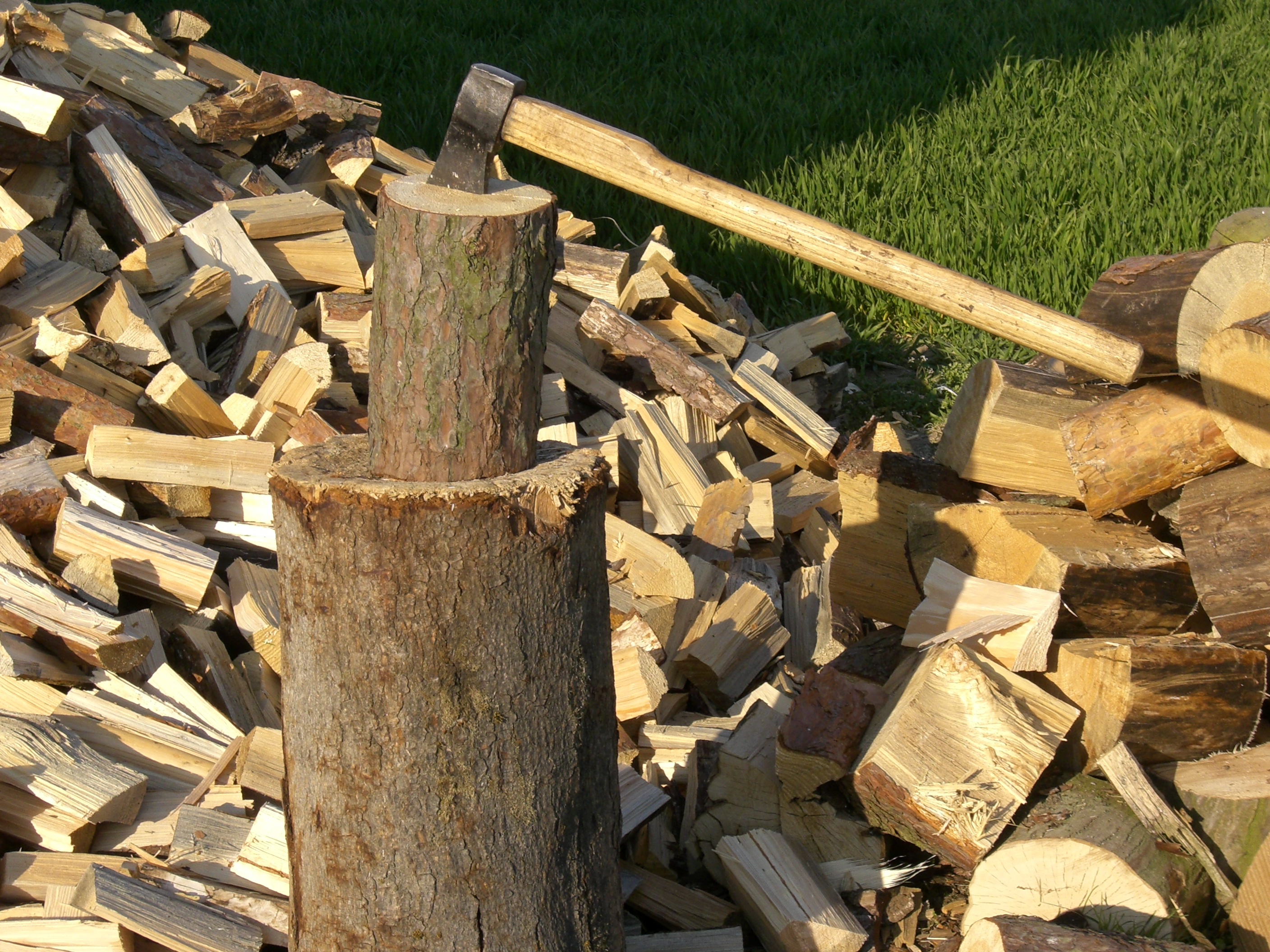
Pile de bois de feu fendu et un merlin pour le fendage, Tchéquie.

Les expressions : bois de feu, bois à brûler, bois de chauffage, bois de bûche, désignent tout matériau en bois ramassé et utilisé comme combustible. Généralement, le bois de feu n'est pas hautement transformé et se présente sous la forme d'une sorte de bûche ou de branche reconnaissable, par rapport à d'autres formes de combustible ligneux comme les granulés ou les copeaux. Le bois de feu peut être séché (sec) ou non séché (frais/humide). Il est généralement classé comme feuillus ou résineux. Le bois de corde est du bois de feu pouvant être enstérés (mis en corde), par opposition à la charbonnette de faible dimension qui autrefois était la matière première du charbon de bois (aussi la plus petite catégorie de bois de feu, de 5 à 20 cm de tour).
Le bois de feu est une ressource renouvelable. Cependant, la demande pour ce combustible peut dépasser sa capacité à se régénérer au niveau local ou régional. Les bonnes pratiques forestières et l'amélioration des dispositifs utilisant du bois de feu peuvent améliorer l'approvisionnement local en bois.
Déplacer du bois de feu sur de longues distances peut potentiellement transporter des maladies et des espèces envahissantes.
En France un tiers des prélèvements forestier va à une utilisation comme bois de feu en auto-approvisionnement, soit 20 millions de mètres cubes; à cela il faut ajouter 5 millions de mètres cubes passant par la filière bois (au total 561 kilotonnes); c'est de loin la première utilisation du bois.

## Histoire

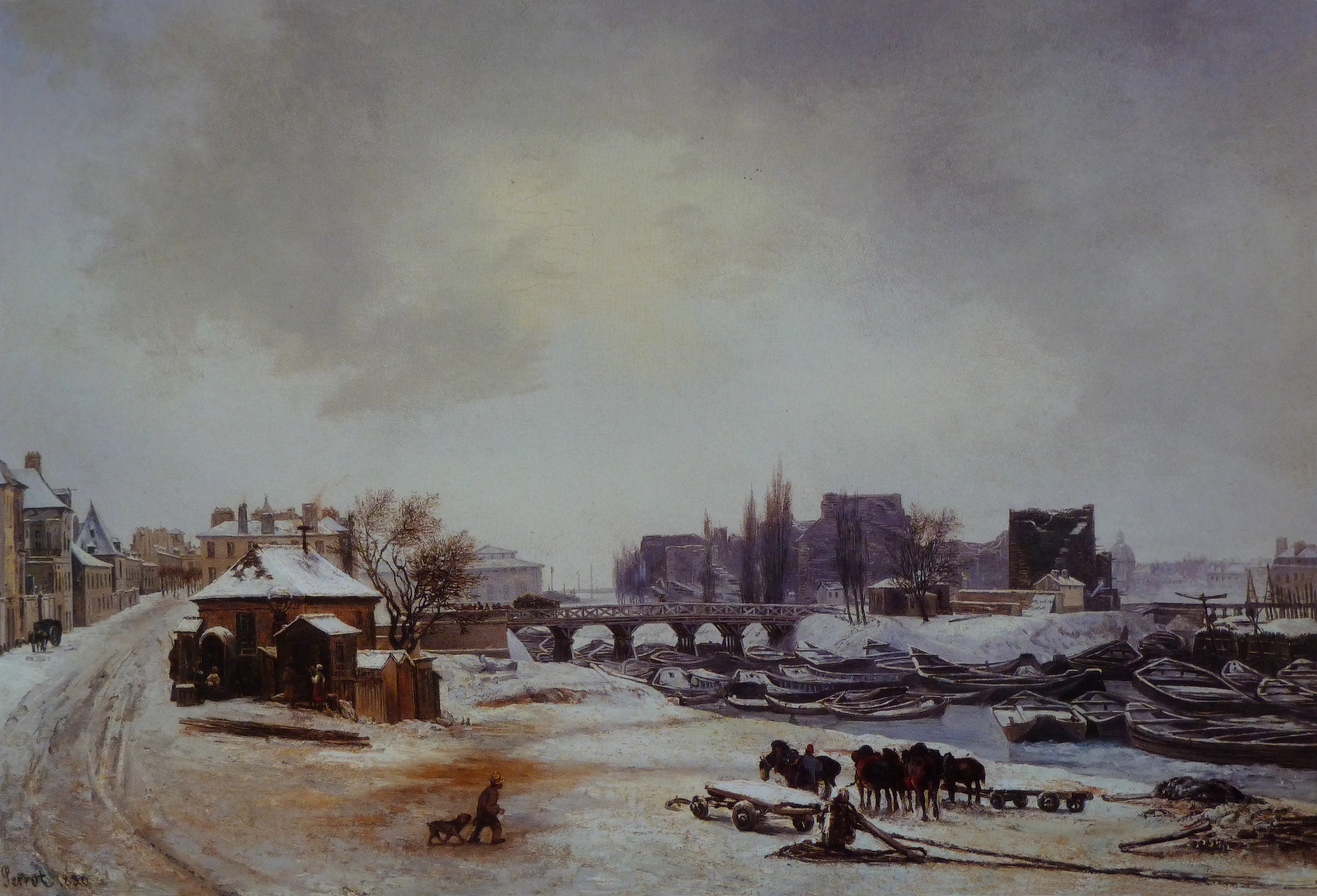
Antoine Perrot L'Île Louviers sous la neige, 1830, musée Carnavalet. En 1816, l'île Louviers était encore inhabitée et servait d'immense chantier de bois à brûler pour les Parisiens.

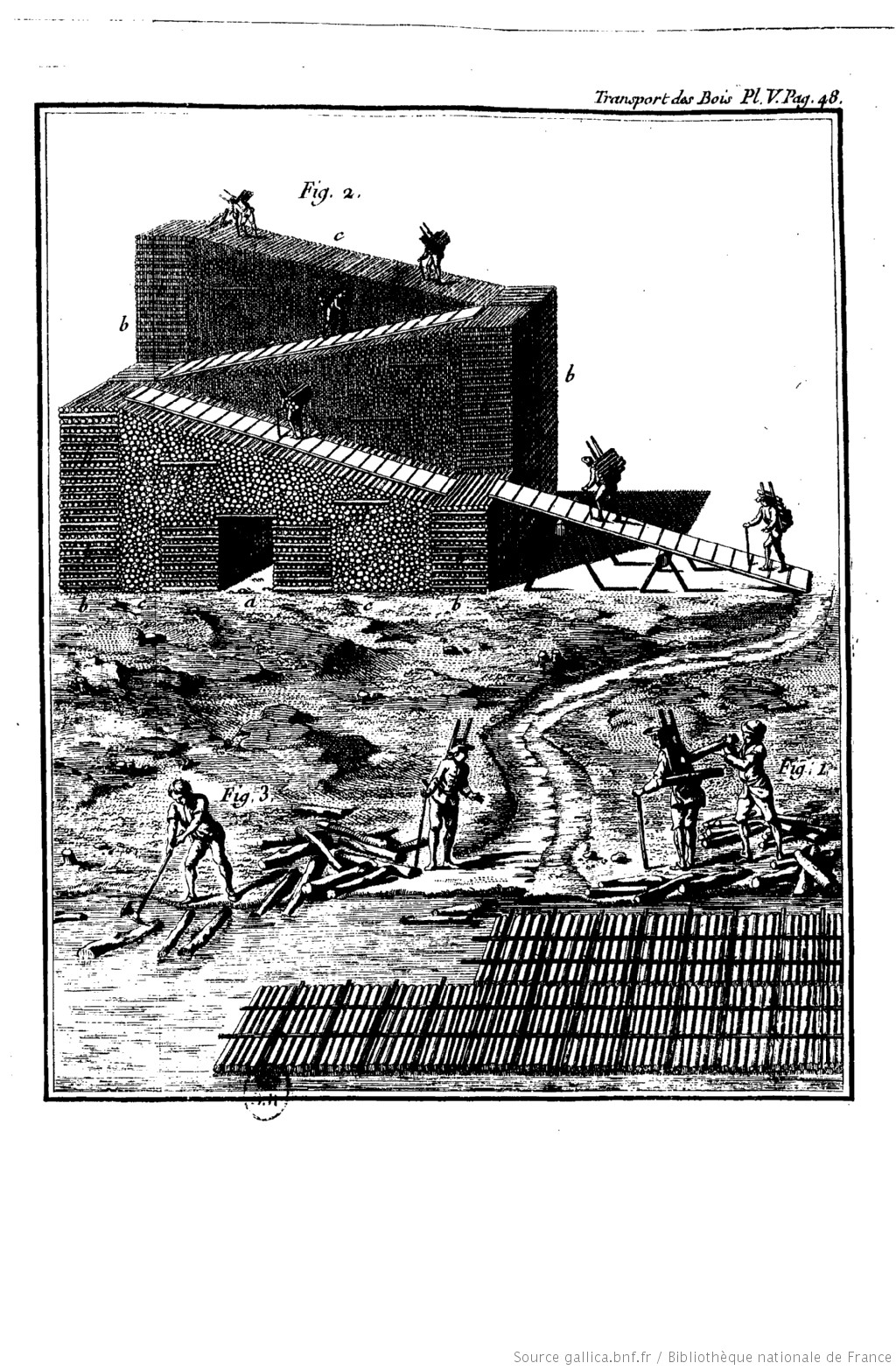
Bois à brûler empilé dans Du transport, de la conservation et de la force des bois, par Duhamel du Monceau, planche V page 48, 1767. Figure 1, représente un ouvrier qui charge les bûches sur le dos des crocheteurs qui les portent au chantier. Figure 2, comment on empile les bois pour former ce qu'on nomme un théâtre. Figure 3, un homme qui tire à terre les bûches.

À Paris, le commerce des bois de charpente et d'industrie n'était pas dans les mêmes mains que celui des bois de chauffage; mais, bien que complètement libres, l'un et l'autre se constituèrent en syndicat, et les négociants pourvurent, à frais communs, aux dépenses qu'entrainent l'exercice du flottage et la surveillance des ports. En 1817 un Code de commerce pour les bois à brûler fut réalisé par un certain Dupin; et en 1847 un Code de commerce du bois carré fut publié en 1847 par un certain Frédéric Moreau.
« L'approvisionnement de Paris fut toujours l'objet des préoccupations du pouvoir, qui ne négligea rien pour l'assurer, tandis qu'il demeurait assez indifférent aux besoins de le province. Dans l'origine, cet approvisionnement ne présenta aucune difficulté : les habitants de Paris étaient peu nombreux, et une vaste forêt, dont le bois de Boulogne, de Vincennes et de Bondy sont les seuls vestiges, entourait complètement la capitale. A mesure que les besoins augmentèrent, le rayon d'approvisionnement dut s'étendre. On mit successivement à contribution les forêts de Meudon, de Saint-Germain, de Montmorency, puis celles de Chantilly, de Compiègne, de Senart, de Fontainebleau. Néanmoins les difficultés de transport étaient telles que le manque de bois commençait à se faire sentir, lorsque la découverte du flottage, en permettant d'amener à Paris, à des frais minimes, les bois des forêts les plus éloignées, mit pour jamais cette ville à l'abri du besoin. Il existait autrefois pour cet approvisionnement un service spécial, à la tête duquel se trouvait un commissaire général, qui fut remplacé en 1832 par deux inspecteurs principaux. La mission de ces fonctionnaires était de tenir la main à ce que le marché de la capitale fût toujours abondamment pourvu de bois de toute nature, de surveiller la confection et l'écoulement des trains, de faire la police des ports d'embarquement, etc.; mais on finit par reconnaitre qu'avec le développement de l'esprit commercial et l'amélioration des voies navigables, l'intervention officielle devenait inutile. Ce service fut en conséquence supprimé par la loi des finances du 28 mars 1849. La police des rivières fut confiée à l'administration des ponts et chaussées, et celle des ports à des agents spéciaux qui relèvent du ministre du commerce, mais qui sont payés par les marchands de bois eux-mêmes, en raison des services qu'ils leur rendent. A son entrée à Paris, le bois est soumis à un droit d'octroi [...] C'est une taxe fort élevée, contre laquelle les propriétaires de forêts ne cessent de protester. »

## Récolte

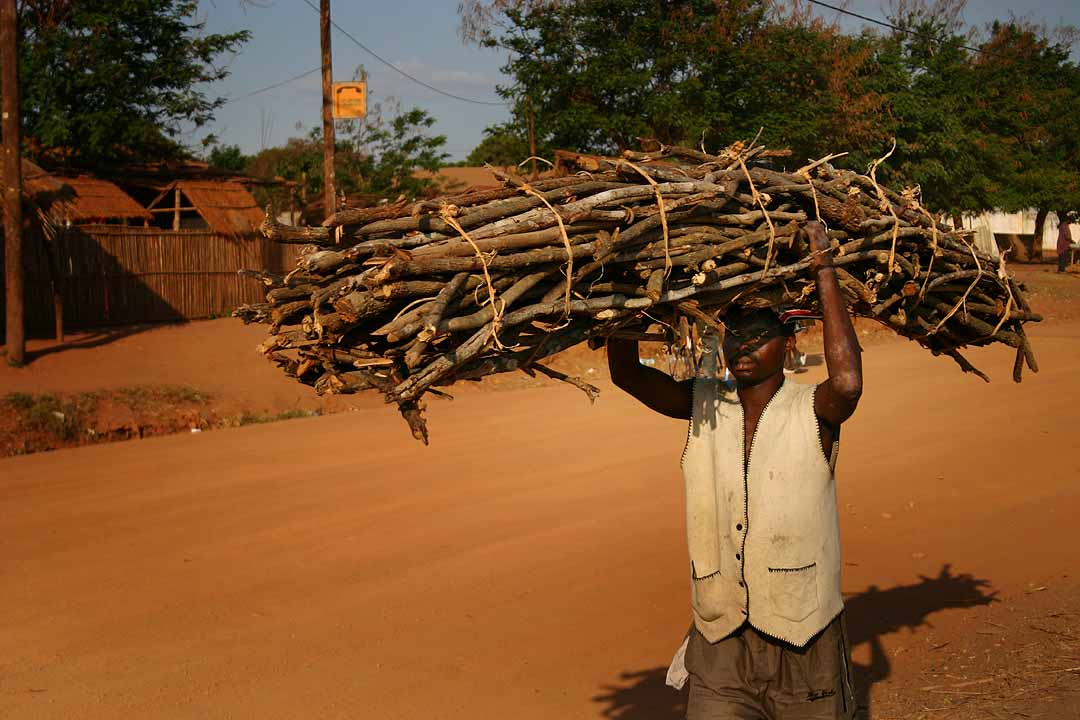
Collecteur de bois de feu au Mozambique.

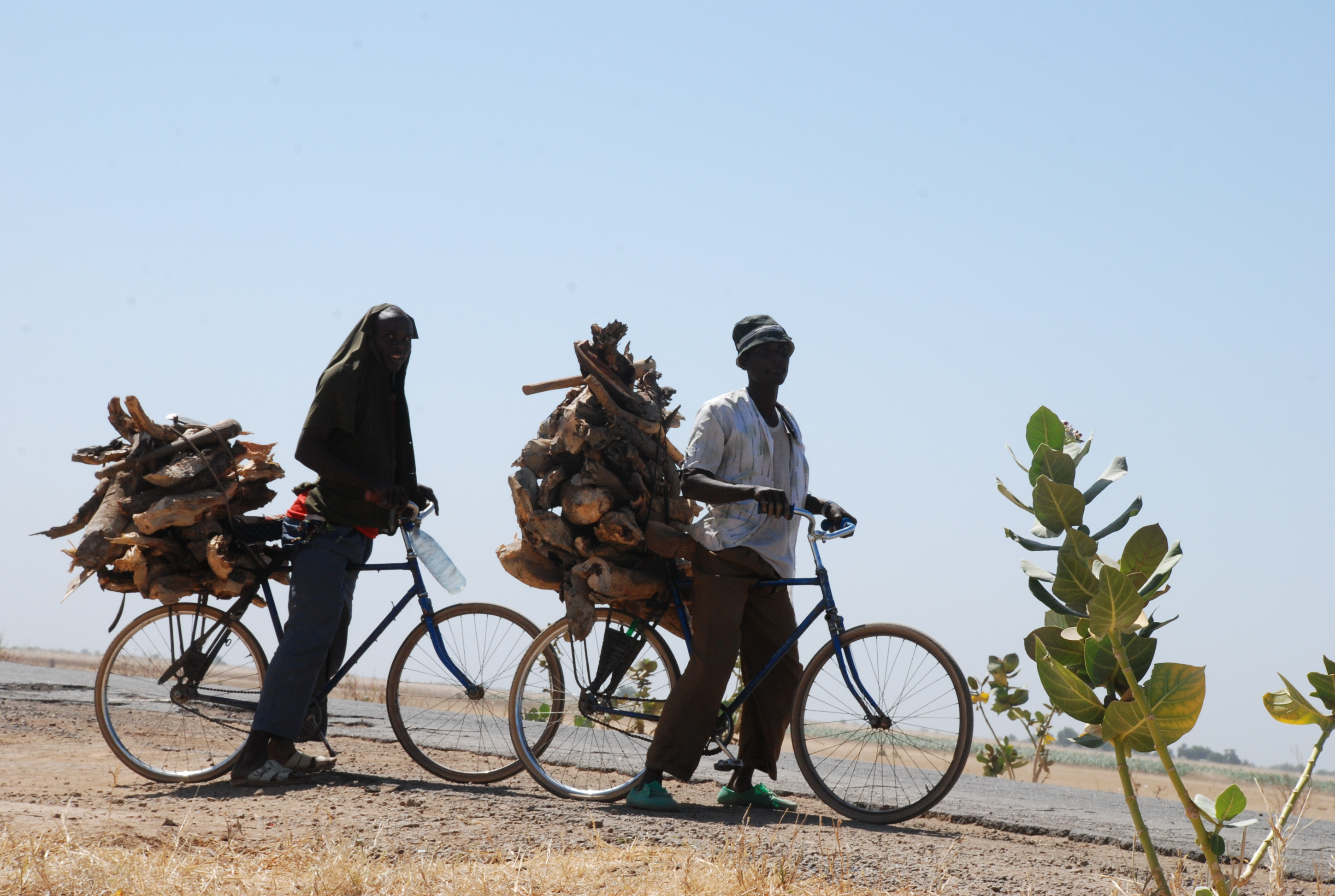
Transport de bois de la ferme à la maison à Maroua, Cameroun.

Le mode de récolte ou la collecte de bois varie selon les régions et les cultures. Certains endroits ont des aires spécifiques réservées à la collecte du bois de chauffage. D'autres cultures peuvent intégrer la collecte de bois dans le cycle de préparation d'une parcelle de terre, destinée à la culture, dans le cadre d'un processus de rotation culturale. La collecte peut être une activité de groupe, familiale ou individuelle. Les outils et les méthodes de récolte du bois sont variables.

### Australie
Le bois en Australie est généralement récolté à partir d'eucalyptus ou de pins (tous deux cultivés en grande quantité). Les branches mortes qui restent au sol attirent fréquemment les termites.

### Amérique du Nord
Une partie du bois est récoltée dans des « lots boisés » aménagés dans ce but, mais dans les zones fortement boisées, il est plus généralement récolté en tant que sous-produit des forêts. Les branches mortes qui n'ont pas commencé à pourrir sont préférables, car elles sont déjà en partie séchées. Le bois mort sur pied, qui supporte moins de matière organique humide sur tronc est encore mieux considéré ; il permet aux outils de rester plus tranchants plus longtemps, tout en proposant un bois sec et présentant peu de pourriture. La récolte de cette forme de bois réduit la vitesse et l'intensité des feux de friche, mais elle empêche également l'habitat des animaux nicheurs tels que les hiboux, les chauves-souris et certains rongeurs.
La récolte du bois pour le bois de chauffage se fait normalement à la main avec des tronçonneuses. Ainsi, les pièces plus longues – nécessitant moins de travail manuel et moins de carburant – sont moins chères et seulement empêchées par la taille de la chambre de combustion. Aux États-Unis, la mesure standard du bois de chauffage est la corde, soit 128 pieds cubes (3.6 m3), cependant, il peut également être vendu au poids. Le pouvoir calorifique peut affecter le prix. Les prix varient également considérablement en fonction de l'éloignement des lots de bois et la qualité du bois.
Pour empêcher la propagation accidentelle d'insectes et de maladies envahissants qui tuent les arbres, il est recommandé d'acheter et brûler du bois prélevé à une courte distance de sa destination finale,.

## Préparation

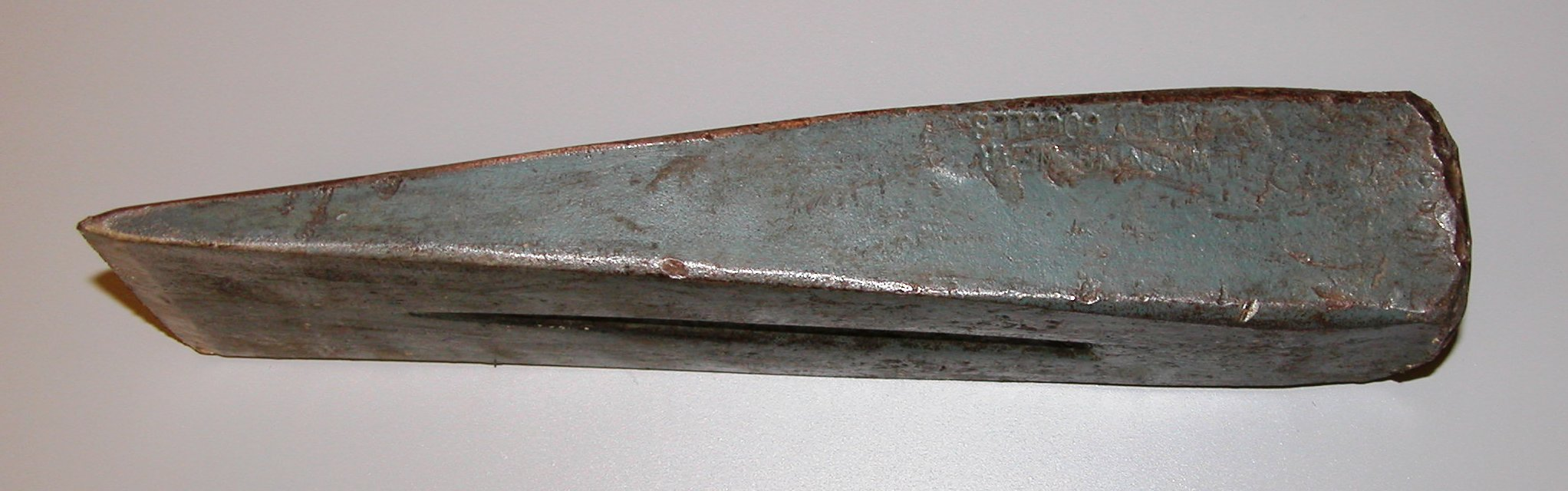
Une cale de fendage du bois.

Dans la plupart des régions du monde, le bois n'est préparé pour le transport qu'au moment de sa récolte. Ensuite, il est déplacé au plus près de l'endroit où il sera utilisé comme combustible et il est préparé à cet endroit. Le processus de fabrication du charbon de bois à partir du bois peut avoir lieu à l'endroit où le bois  est récolté.
La plupart du bois utilisé pour le feu doit également être fendu, ce qui permet également un séchage plus rapide en exposant une plus grande surface. Aujourd'hui, la plupart des fendages se font à l'aide d'une fendeuse hydraulique, mais le bois peut également être fendu avec un merlin ou un coin et une masse. Certaines coins en acier ont une lame inclinée, de sorte que l'avantage mécanique augmente avec la profondeur. La conception à vis conique est plus inhabituelle et dangereuse. Elle s'enfonce dans le bois, le fend, et peut être alimentée par une prise de force, un moteur à combustion interne dédié ou une machine à fileter les tuyaux électrique robuste. Cette dernière est plus sûre que les autres sources d'alimentation car l'alimentation peut être coupée plus facilement si nécessaire. Une autre méthode consiste à utiliser une fendeuse de bûches cinétique, qui utilise un système à crémaillère et pignon alimenté par un petit moteur et un grand volant utilisé pour le stockage d'énergie.

## Stockage

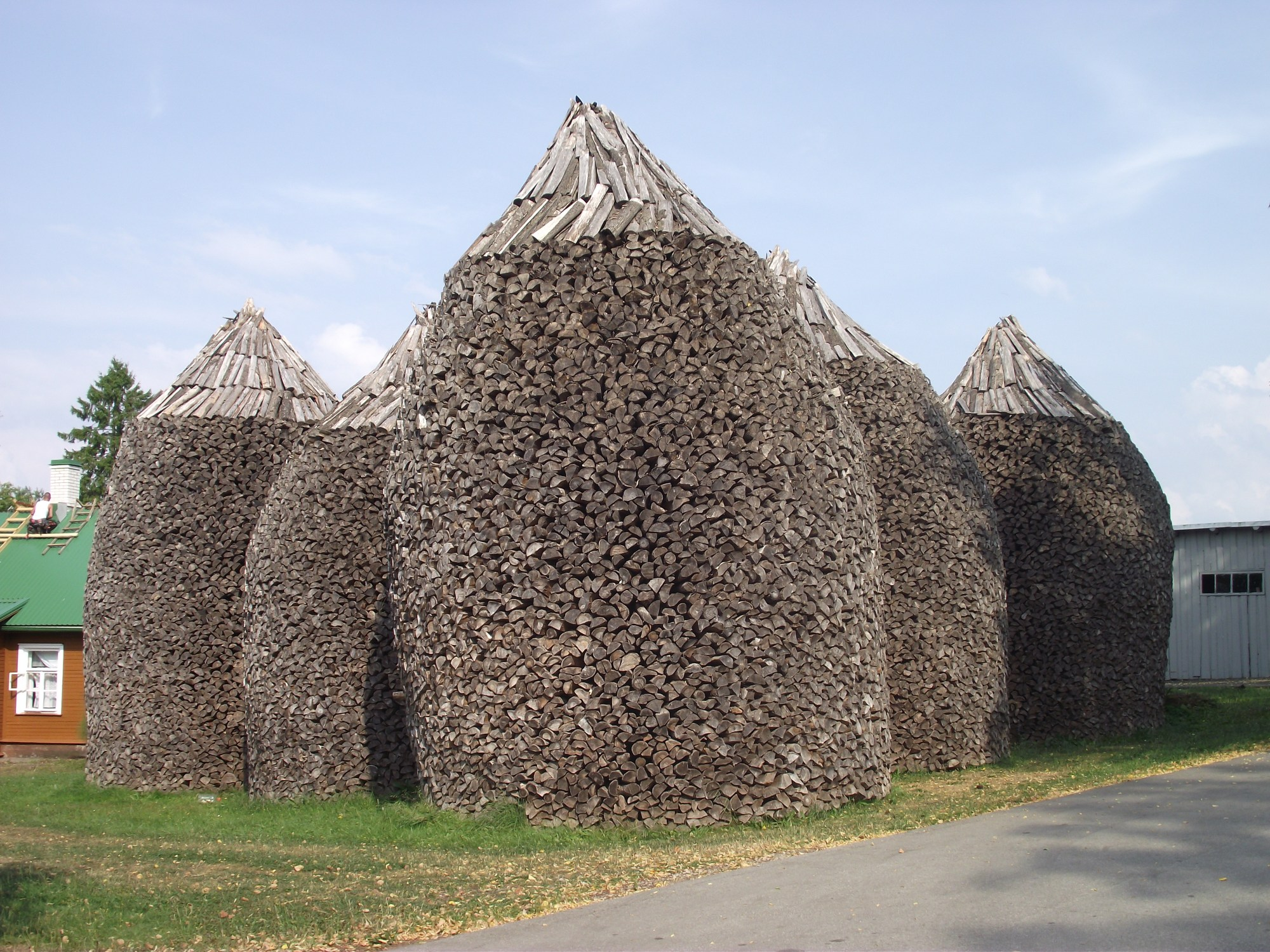
Les piles de bois du couvent de Pühtitsa en Estonie mesurent environ 6 mètres de haut.

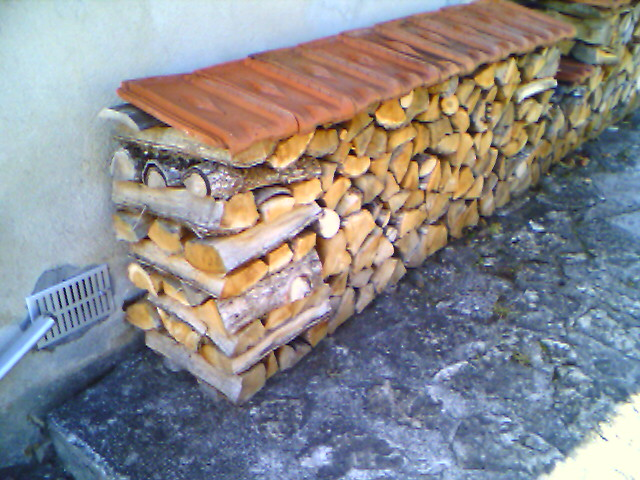
Empilé à crèche, dans l'est de la France, recouvert de tuiles en terre cuite.

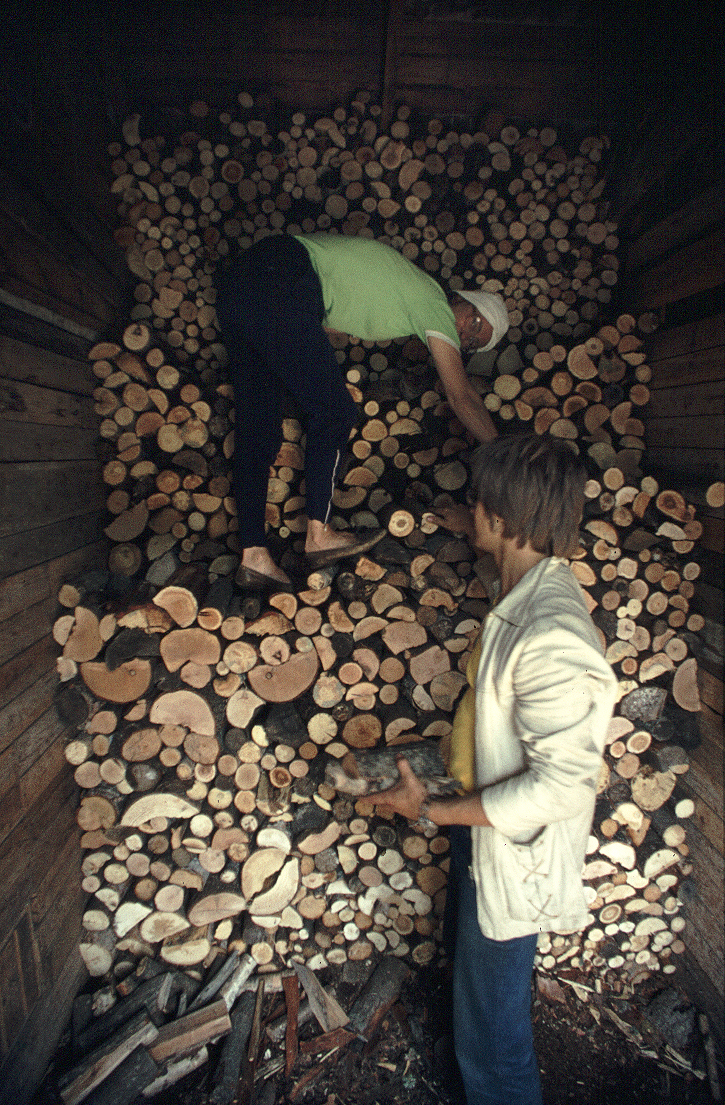
Empiler du bois dans un hangar.

Il existe de nombreuses façons de stocker le bois. Celles-ci vont des simples pieux aux piles autoportantes, en passant par les structures spécialisées. Habituellement, le but du stockage du bois est d'éloigner l'eau de celui-ci et de poursuivre le processus de séchage.
Le bois de feu doit être empilé avec l'écorce vers le haut. Cela permet à l'eau de s'écouler et au givre, à la glace ou à la neige d'être retirés du bois.
Le stockage du bois à proximité d'une habitation augmente la probabilité que des insectes tels que les termites puissent s'établir à l'intérieur. De même, le stockage du bois de feu à l'intérieur pendant une période prolongée n'est pas recommandé, car cela augmente le risque d'introduction d'insectes tels que les termites dans la maison.

### En piles
La pile la plus simple est celle où les bûches sont placées les unes à côté des autres et les unes au-dessus des autres, formant une ligne de la largeur des bûches. La hauteur de la pile peut varier, généralement en fonction de la manière dont les extrémités sont construites. Sans construire d'extrémités, la longueur de la bûche et la longueur de la pile aident à déterminer la hauteur d'une pile autoportante.
Il existe un débat sur la question de savoir si le bois séchera plus rapidement lorsqu'il sera recouvert. Il y a un compromis entre la surface du bois mouillée et le fait de laisser autant de vent et de soleil que possible accéder à la pile. Une couverture peut être constituée de presque n'importe quel matériau qui évacue l'eau - un grand morceau de contreplaqué, de tôle, de carreaux de terre cuite ou une toile huilée, même des bâches en plastique bon marché peuvent également être utilisées. Le bois ne sèche pas lorsqu'il est complètement fermé. Idéalement, des palettes ou des déchets de bois devraient être utilisés pour soulever le bois du sol, réduisant ainsi la pourriture et augmentant le flux d'air.
Il existe de nombreuses façons de créer les extrémités d'une pile. Dans certaines régions, une extrémité de berceau est créée en alternant des paires de bûches pour aider à stabiliser l'extrémité. Un piquet ou un poteau placé dans le sol est une autre façon de terminer le tas. Une série de bûches empilées à la fin, chacune avec une corde attachée à elle et l'extrémité libre de la corde enroulée pour se connecter au milieu de la pile, est une autre façon.
Les piles rondes peuvent être faites de plusieurs façons. Certains sont des tas de bois avec un mur circulaire empilé autour d'eux. D'autres comme l'American Holz Hausen sont plus compliqués.
Une Holz Hausen, ou « maison en bois », est une méthode circulaire d'empilage du bois ; les partisans disent qu'il accélère le séchage sur un espace relativement petit. Un Holz Hausen traditionnel a un diamètre de 10 pieds, mesure 10 pieds de haut et contient environ 6 cordes de bois. Les parois sont constituées de pièces disposées radialement et légèrement inclinées vers l'intérieur pour plus de stabilité. Les pièces intérieures sont empilées pour former une cheminée pour le flux d'air. Les pièces supérieures sont légèrement inclinées vers l'extérieur pour évacuer la pluie et sont placées côté écorce vers le haut.

### Sous un toit
Il n'y a aucune crainte que le bois soit soumis à la pluie, la neige ou le ruissellement, mais une ventilation doit être prévue si le bois est stocké vert afin que l'humidité libérée par le bois ne se recondense pas à l'intérieur. Les méthodes d'empilement dépendent de la structure et de la disposition souhaitées. Qu'il soit fendu ou en « rondelles » (tronçons de bûches coupés à ras et non fendus), le bois doit être empilé dans le sens de la longueur, ce qui est la méthode la plus stable et la plus pratique. Encore une fois, si le bois a besoin d'un séchage supplémentaire, il devrait y avoir un flux d'air adéquat à travers la pile.

## Valeur calorifique

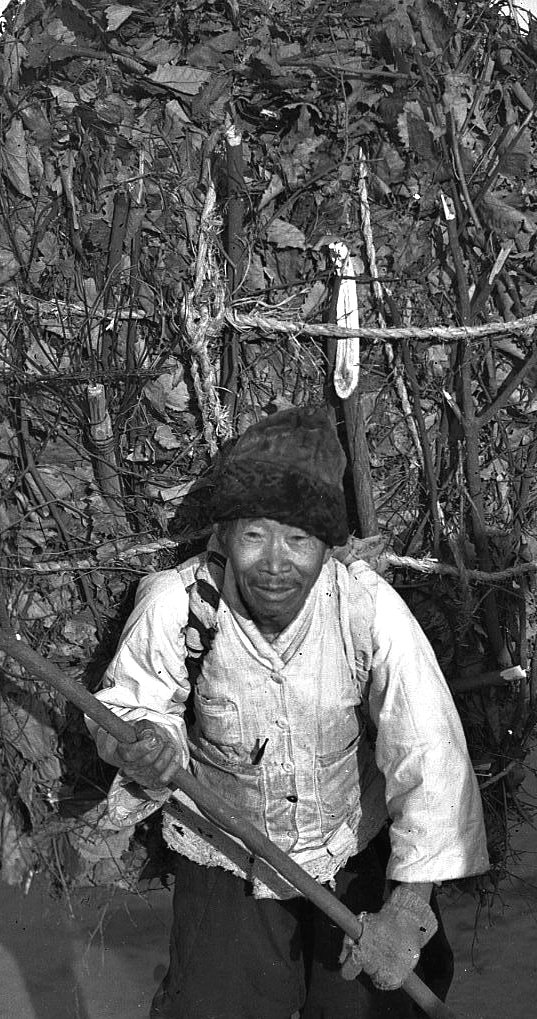
Transporteur de bois, Séoul, Corée 1945.

La teneur en humidité du bois détermine la façon dont il brûle et la quantité de chaleur libérée. La teneur en humidité du bois non séché (vert) varie selon l'essence; le bois vert peut peser 70 à 100 pour cent de plus que le bois sec en raison de la teneur en eau. En règle générale, le bois sec a une teneur en humidité de 20 % ou moins. L'utilisation du pouvoir calorifique est conseillée comme moyen standard raisonnable de comparer ces données.
Le contenu énergétique d'une mesure de bois dépend de l'essence de l'arbre. Par exemple, il peut aller de 15,5 à 32 millions de British thermal units par corde (4,5 à 9,3 GJ/m3). Plus la teneur en humidité est élevée, plus il faut utiliser d'énergie pour évaporer (faire bouillir) l'eau du bois avant qu'elle ne brûle. Le bois sec fournit plus d'énergie pour le chauffage que le bois vert de la même essence.
Le Sustainable Energy Development Office (SEDO), qui fait partie du gouvernement de l'Australie-Occidentale, déclare que le contenu énergétique du bois est de 4,5 kWh/kg ou 16,2 gigajoules/tonne (GJ/t).
Voici quelques exemples de contenu énergétique de plusieurs essences de bois :
| Essences de bois | Valeur calorifique (millions de BTU par cordon ) | Pouvoir calorifique ( GJ par m 3 ) |
| ---------------- | ------------------------------------------------ | ---------------------------------- |
| Tamarack         | 22.3                                             | 6.5                                |
| Bouleau          | 21,3                                             | 6.2                                |
| Sapin Rouge      | 20.6                                             | 6.0                                |
| Sapin Blanc      | 16,7                                             | 4.9                                |

### Bois séché au four
Pour réduire le temps de séchage à un certain nombre de jours par rapport à l'habituel un à trois ans, une source de chauffage externe dans un touraille ou un four peut être utilisée. Le processus de séchage du bois  au touraille ou au four a été inventé par Anthony Cutara, pour lequel un brevet américain a été déposé en 1983. En 1987, le département américain de l'Agriculture a reproduit la méthode et publié une procédure détaillée pour la production de bois  séché au four, citant la production de chaleur plus élevée et l'efficacité de combustion accrue comme un avantage clé du processus.

## Mesure

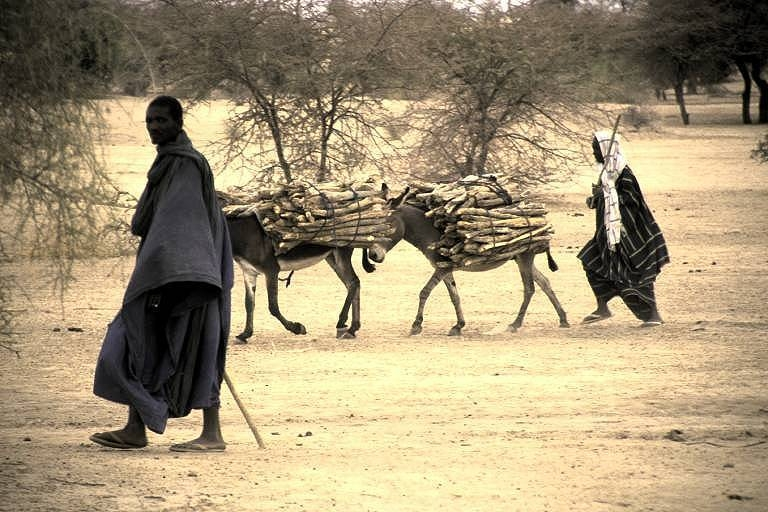
Bois sur le chemin du marché.

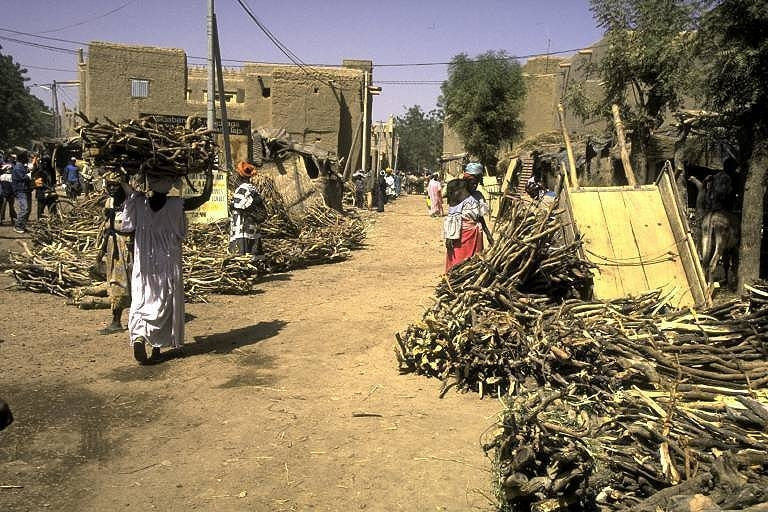
Bois sur un marché prêt à être vendu, Djenné.

Habituellement, le bois est vendu au volume. Même si un terme spécifique de volume peut être utilisé, il peut y avoir une grande variation dans ce que ce terme signifie et ce que la mesure peut produire comme combustible. Une mesure de bois vert non séché avec 65 % d'humidité contient moins d'énergie utilisable que lorsqu'il a été séché à 20 %. Quel que soit le terme, la mesure du bois  est au mieux considérée comme une estimation.

### Métrique
Dans le système métrique, le bois est généralement vendu au stère, soit l'équivalent d'un volume de 1 mètre cube (0,276 cordes). Les longueurs de pièce de bois de feu les plus courantes sont 33 cm et 50 cm. Le bois peut aussi être vendu au kilogramme ou à la tonne métrique, comme en Australie.

### Amérique du Nord
Aux États-Unis et au Canada, le bois est généralement vendu d'après l'anglais : full cord, face cord ou bag.
- Une full cord ou bush cord a un volume de 128 pieds cubes (3,6 m3), comprenant le bois, l'écorce et l'espace aérien dans un tas soigneusement empilé[16]. Le volume réel de bois d'une corde peut être de l'ordre de 80 à 100 pieds cubes (2,3 à 2,8 m3) car le bois empilé prend plus de place qu'un morceau de bois massif. La longueur des morceaux de bois la plus courante est de 16 pouces (40,64 cm)[17].
- Une face cord ou rick [18] est un tiers d'une pile de bois pleine (ou bush cord) de 4 par 8 pieds (1,22 × 2,44 m) par 16 po (40,64 cm) et a un volume de 42,6 pieds cubes (1,21 m3)   .

## Dans la culture populaire
En Norvège, le livre de non-fiction L’homme et le bois de Lars Mytting est devenu un best-seller en 2011-2012, se vendant à 150 000 exemplaires. Une version du livre a également été publiée en Suède, vendue à 50 000 exemplaires,.
En février 2013, l'émission d'État norvégienne NRK a diffusé une émission en direct de 12 heures sur le thème du bois, où une grande partie du programme consistait à montrer du bois brûlant dans une cheminée. Plus d'un million de personnes, 20 % de la population norvégienne, ont assisté à une partie du programme.